# 파올로 젠틸로니
파올로 젠틸로니 실베리(이탈리아어: Paolo Gentiloni Silveri, 1954년 11월 22일 ~ )는 이탈리아의 제57대 총리이다. 2016년 이탈리아 개헌 국민투표에서 개헌안 부결로 인해 마테오 렌치가 총리직을 사임한 후, 후임 총리로 지명되어 2016년 12월 12일부터 2018년 6월 1일까지 재임했다.